# Кузьменко Микола Іванович (Герой Радянського Союзу)
Микола Іванович Кузьменко (9 серпня 1914 — 13 червня 1970) — радянський військовий льотчик, Герой Радянського Союзу (1945).

## Життєпис
Народився 9 серпня 1914 року в селі Березівка (нині Талалаївський район Чернігівської області України) у селянській родині. Українець. Закінчив 7 класів і 3 курси технікуму механізації сільського господарства.
У РСЧА з 1935 року. В 1937 році закінчив Ворошиловградську військову авіаційну школу льотчиків, в 1941 році пройшов курси командирів ланок.
Брав участь у німецько-радянській війні з червня 1941 року. Заступник з льотної підготовки командира 140-го бомбардувального полку (276-а бомбардувальна дивізія, 1-а повітряна армія, 3-й Білоруський фронт) майор Кузьменко до кінця війни здійснив 162 бойових вильоти на бомбардування укріплень, залізничних ешелонів, скупчень живої сили і бойової техніки противника.
В 1947 році закінчив Вищі офіцерські льотно-тактичні курси удосконалення, а в 1956 році Військово-повітряну академію.
З 1963 року генерал-майор авіації М.І.Кузьменко у запасі. Жив у Вороніжі. Помер 13 червня 1970 року.

## Звання та нагороди
29 червня 1945 року Миколі Івановичу Кузьменку присвоєно звання Герой Радянського Союзу.
Також нагороджений:
- 2-ма орденами Леніна
- 3-ма орденами Червоного Прапора
- орденом Кутузова 3 ступеня
- орденом Вітчизняної війни 1 ступеня
- орденом Олександра Невського
- орденом Червоної Зірки
- медалями